# Fête de la Musique
Fête de la musique v Slovenščini znan tudi kot dan glasbe, dan ustvarjanja glasbe ali svetovni dan glasbe, je vsakoletno glasbeno praznovanje, ki poteka 21. junija. Na dan glasbe lahko državljani mesta ali države predvajajo glasbo zunaj svojih sosesk ali v javnih prostorih in parkih. Organizirajo se tudi brezplačni koncerti, kjer glasbeniki igrajo iz zabave in ne za plačilo.
Prvo celodnevno glasbeno praznovanje na dan poletnega solsticija sta ustvarila Jack Lang, francoski minister za kulturo, pa tudi Maurice Fleuret; praznovali so ga v Parizu leta 1982. Dan glasbe so kasneje praznovali v 120 državah po vsem svetu.